# Chorigyne paucinervis
Chorigyne paucinervis är en enhjärtbladig växtart som beskrevs av R.Erikss. Chorigyne paucinervis ingår i släktet Chorigyne och familjen Cyclanthaceae.
Artens utbredningsområde är Panamá. Inga underarter finns listade.